# 假熊猴亞科
假熊猴亞科（Notharctinae）是始新世早期至中期（5500-3400萬年前）北美洲普遍的靈長目，但現在已經滅絕。假熊猴亞科下有六個屬，包括Cantius、Pelycodus、Copelemur、Hesperolemur、假熊猴屬及Smilodectes，都是兔猴型下目的成員。這個亞科的演化歷史相對地較清楚，且都是被用作爭議漸進進化論。雖然一般接受兔猴型下目衍生出現今的狐猴及蜂猴亞科，但牠們究竟與兔猴型下目的哪一個成員是近親則不得而知。假熊猴亞科於始新世中期滅絕，可能成因包括氣候轉變及與其他北美洲靈長目的競爭。

## 分類多樣性
假熊猴亞科是假熊猴科下兩個亞科之一。相比另一個亞科，假熊猴亞科並非太多樣化，而同時只有約二或三個物種。但是，假熊猴亞科是始新世早期及中期地層中最普遍的物種。其下共有25個物種，屬下的物種數量由1-11種不等。體型介乎重1.1公斤至6.9公斤，並有增加的趨勢。
假熊猴亞科下的每個屬都在地理上限制在細小的範圍內。如Cantius就是始新世早期北面（懷俄明州）的動物，而Pelycodus及Copelemur則是同期南部（新墨西哥州）的動物。在始新世中期，假熊猴屬及Smilodectes都在懷俄明州出現，而Hesperolemur則只在加利福尼亞州南部出現。這種向北的遷徙可能源自於氣候的轉變。

## 形態
整體而言，假熊猴亞科保持著很原始的靈長目形態。牠們有長及闊的鼻端，齒式是2.1.4.3，在眼眶內有淚骨，除了假熊猴屬外，下頜骨都不是融合的。所有假熊猴亞科的眼眶都很細小，可見牠們都是白天活動的，而且為了增強視覺，嗅覺亦相應減弱。後期假熊猴亞科的上臼齒都有次尖，當中很多都適應了吃樹葉，如增加體型、失去了下前尖及融合的下頜骨。Hesperolemur在假熊猴亞科中很獨特，有著與鼓膜部份融合的鼓膜環。
假熊猴屬的顱後遺骸顯示假熊猴亞科的運動與狐猴有關。假熊猴屬的犬齒亦顯示有兩性異形的。

## 演化歷史
最初時一般接受兔猴型下目就只有歐洲的Donrussellia，但是後來發現了更多的物種。Donrussellia與早期及較原始的Cantius是近親。在穿越了大西洋後，較為進化的Cantius物種的中齒尖及次尖逐漸變大，由主要吃果實變為吃樹葉。
一些學者指Cantius有兩次獨立的遷徙，其中一次衍生出較大的Pelycodus，而另一次則衍生出較細小的Copelemur、Smilodectes及假熊猴屬分支。其他學者則認為從單一的Cantius分支分裂出Copelemur、Pelycodus及有融合下頜骨的分支。Smilodectes可能是從假熊猴屬或較為南方的Copelemur分支演化而來。始新世中期的Hesperolemur估計是遷徙的物種。
雖然有些科學家基於牙齒及頭顱骨的相似性，而相信兔猴型下目的成員衍生出類人猿下目。但是，現時廣為接受的是兔猴型下目是現今狐猴及蜂猴亞科的近親。